# نیلز آیگویت

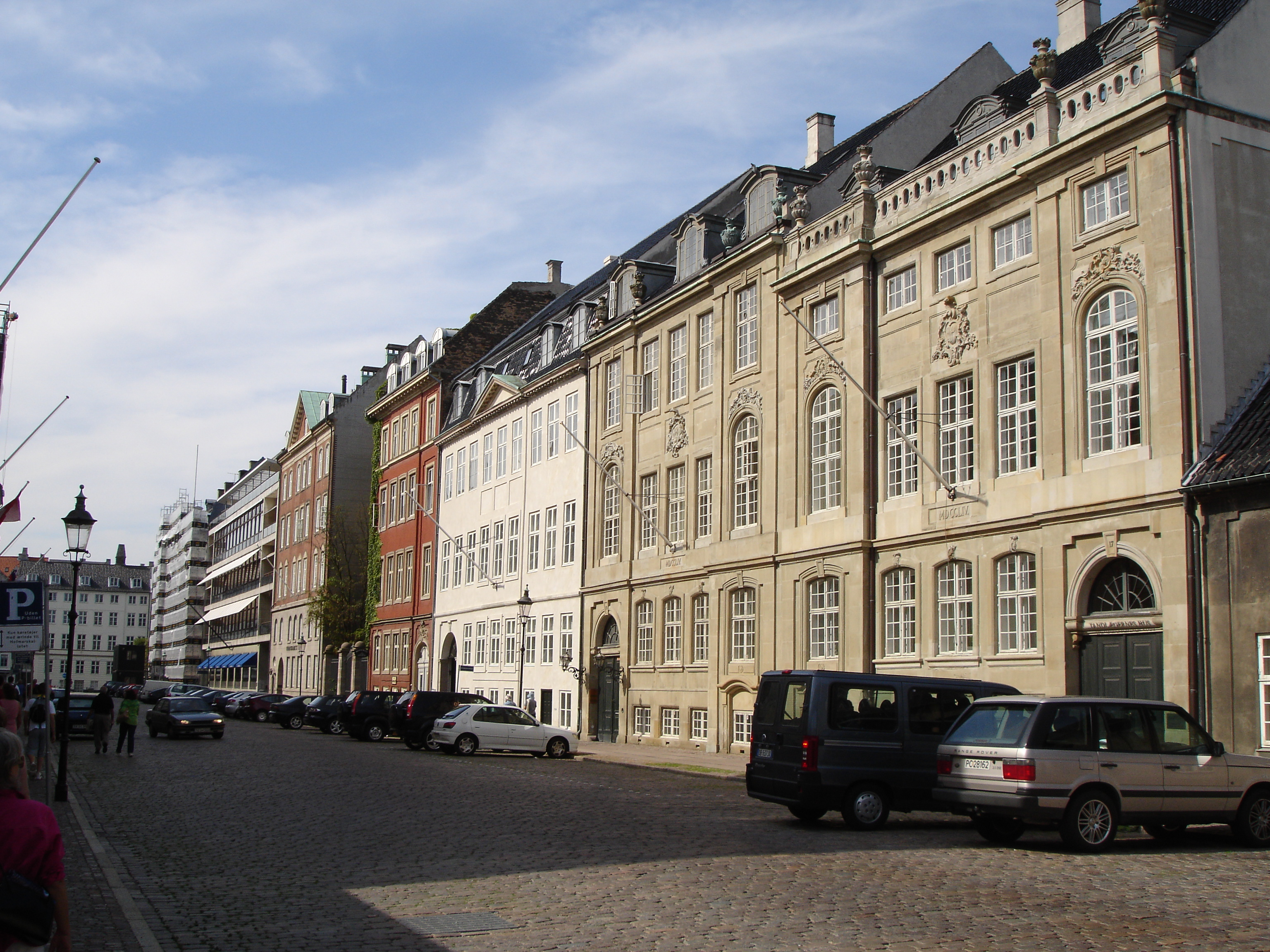
ساختمان با طراحی نیلز آیگویت

نیلز آیگویت (دانمارکی: Niels Eigtved; ۱۷ ژوئن ۱۷۰۱ – ۷ ژوئن ۱۷۵۴)، که همچنین با نام نیکولای آیگویت شناخته‌ می‌شود، معمار دانمارکی بود. او در دهه ۱۷۳۰-۱۷۴۰ میلادی سبک معماری روکوکو و باروک انتهایی را به معماری دانمارکی معرفی کرد. او برخی از برجسته‌ترین بناهای زمان خود را طراحی کرد و ساخت که برخی از آن‌ها، تا امروز پابرجا هستند.